# 瑪麗亞·安東妮亞 (布拉干薩)
布拉干薩的瑪麗亞·安東妮亞（葡萄牙語：Maria Antónia de Bragança，1862年11月28日—1959年5月14日），被廢黜的葡萄牙國王米格爾一世的幼女。

## 家庭
1884年，瑪麗亞·安東妮亞與帕爾馬的羅貝托一世結婚。羅貝托是最後一任帕爾馬公爵，薩丁尼亞王國在1859年併吞了帕爾馬公國。兩人共有6子6女：
1. 瑪麗亞·阿德萊德（1885年—1959年）
2. 希斯多（英语：Prince Sixtus of Bourbon-Parma）（1886年—1934年）
3. 薩維里奧（1889年—1977年）
4. 法蘭西絲卡（1890年—1978年）
5. 齊塔（1892年—1989年），奧地利皇后
6. 費利切（1893年—1970年），盧森堡親王
7. 雷納托（英语：Prince René of Bourbon-Parma）（1894年—1962年）
8. 瑪麗亞·安東妮亞（1895年—1977年）
9. 伊莎貝拉（1898年—1984年）
10. 路德維科（1899年—1967年）
11. 亨麗埃塔·安娜（1903年—1987年）
12. 蓋塔諾（英语：Prince Gaetano of Bourbon-Parma）（1905年—1958年）